# Ljushuvad valfågel
Ljushuvad valfågel (Pachyptila turtur) är en fågel i familjen liror inom ordningen stormfåglar.

## Utseende
Valfåglar är små, blågrå petreller med svartbandad stjärt och ett mörkt band diagonalt över ovansidan på vingen. Arterna i släktet är synnerligen lika varandra och ofta omöjliga att skilja åt i fält.
Ljushövdad valfågel är med en kroppslängd på 25 cm och vingbredden 58 cm den minsta valfågeln. Till skillnad från brednäbbad valfågel (P. vittata) och antarktisvalfågeln har den som namnet avslöjar ett ljust huvud, utan mörkt streck genom ögat eller mörkare hjässa, nacke och halskrage. Bandet på stjärten är även bredare. Jämfört med tjocknäbbad valfågel (P. crassirostris) är den mycket lik till havs, men har aningen mörkare huvud och smalare näbb.

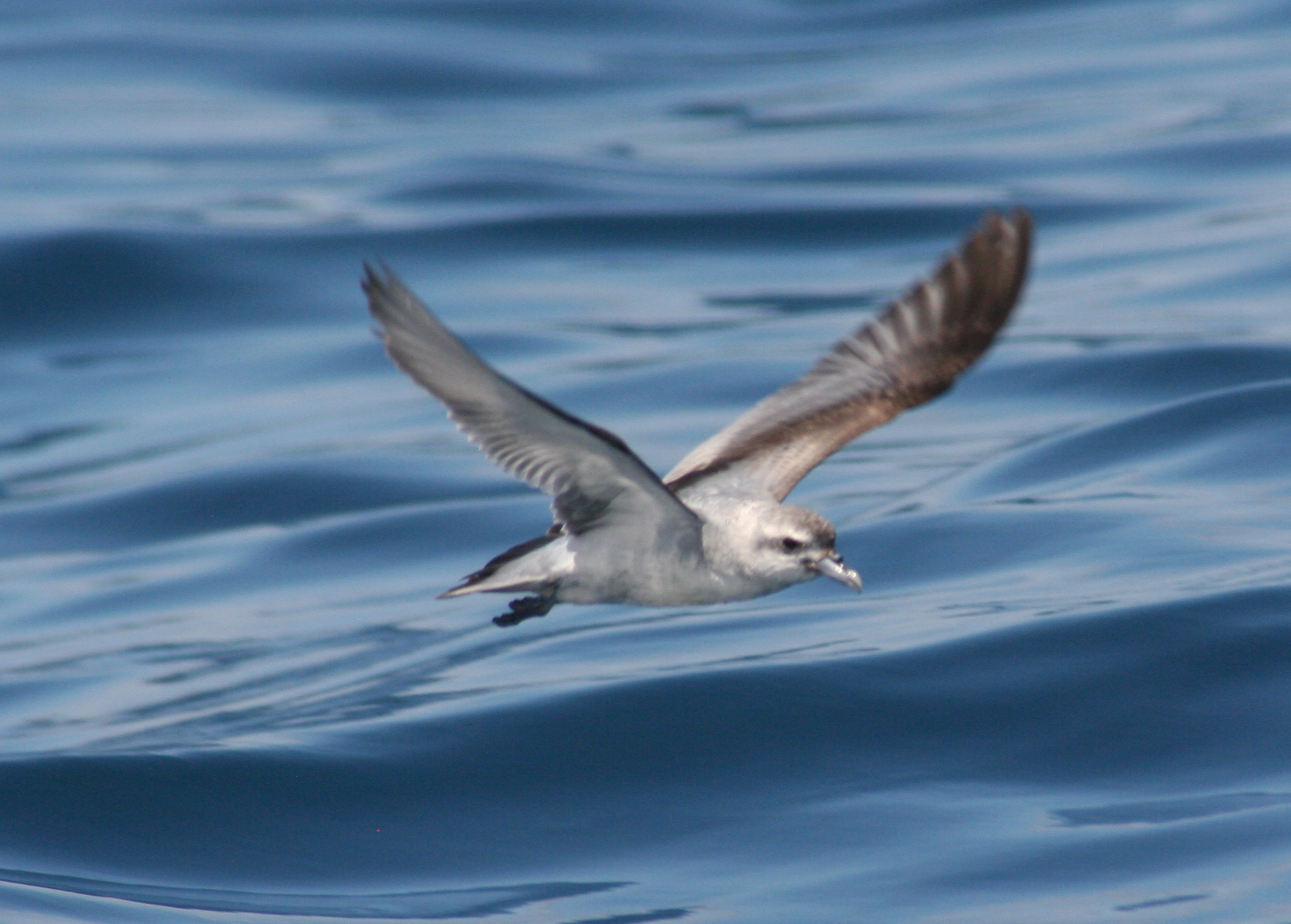
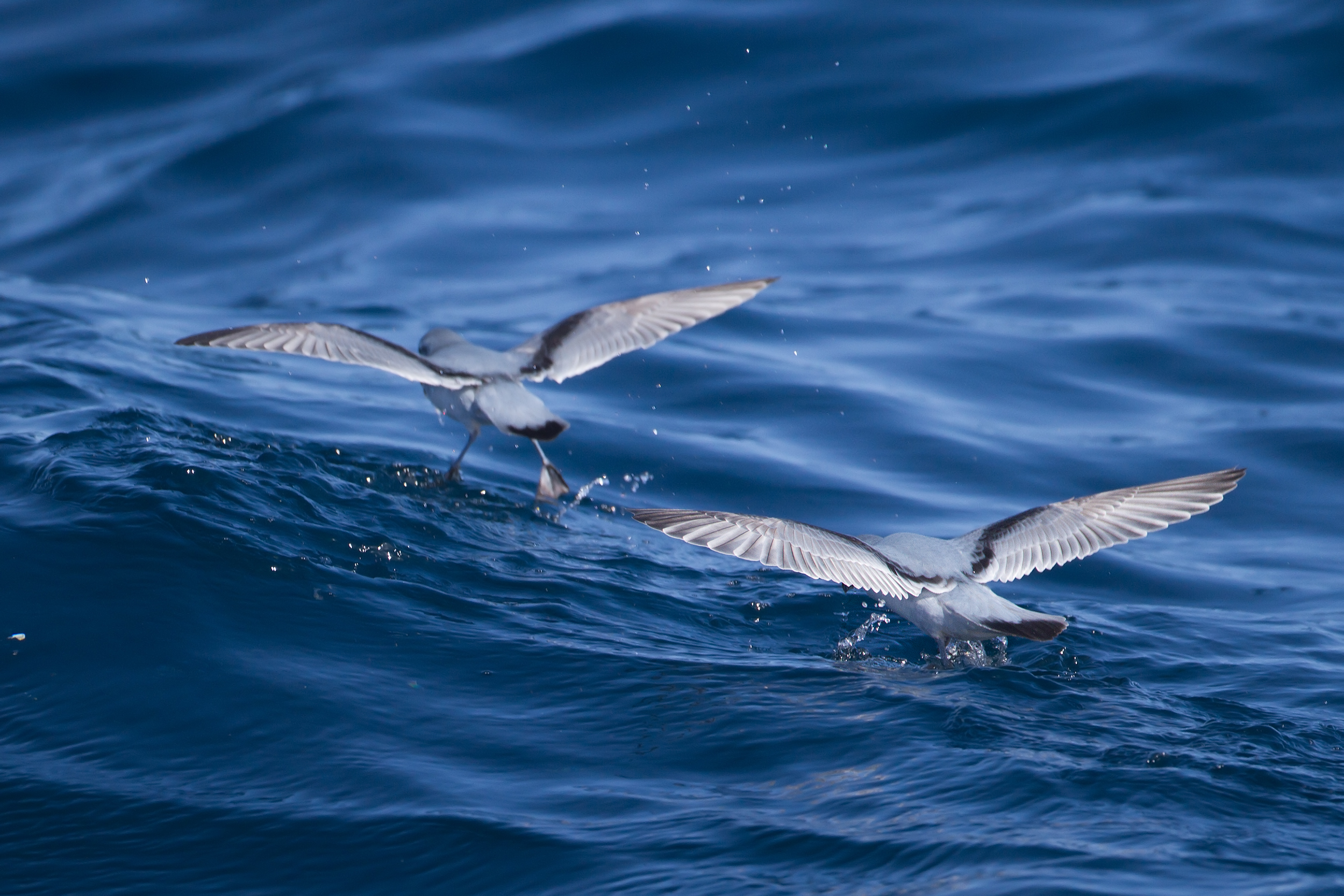
Par utanför sydöstra Tasmanien

## Utbredning och systematik
Fågeln häckar på utspridda subtropiska och subantarktiska öar. Utanför häckningssäsongen lever den pelagiskt. Den behandlas antingen som monotypisk eller delas in i två underarter med följande utbredning:
- Pachyptila turtur turtur – häckar i Falklandsöarna, Sydgeorgien, södra Indiska oceanen, Tasmanien, Chathamöarna samt öar utanför Nya Zeelands kust
- Pachyptila turtur subantarctica – häckar i Antipodöarna, Snareöarna samt Macquarieön

Ljushuvad valfågel och tjocknäbbad valfågel anses vara nära släkt och vissa behandlar den senare som underart till den förra.

## Levnadssätt
Fågeln häckar i kolonier med början i september, en månad senare i sydligaste delarna av utbredningsområdet. Den livnär sig mestadels av kräftdjur, framför allt krill som antarktisk krill (Euphausia superba) och Nyctiphanes australis.
Liksom övriga valfåglar är den sällskaplig till havs och kan uppträda i stora flockar. Valfåglar har en karakteristisk kastande flykt tätt över vågorna, ljushuvad valfågel något mer målmedveten flykt än mycket lika tjocknäbbad valfågel.

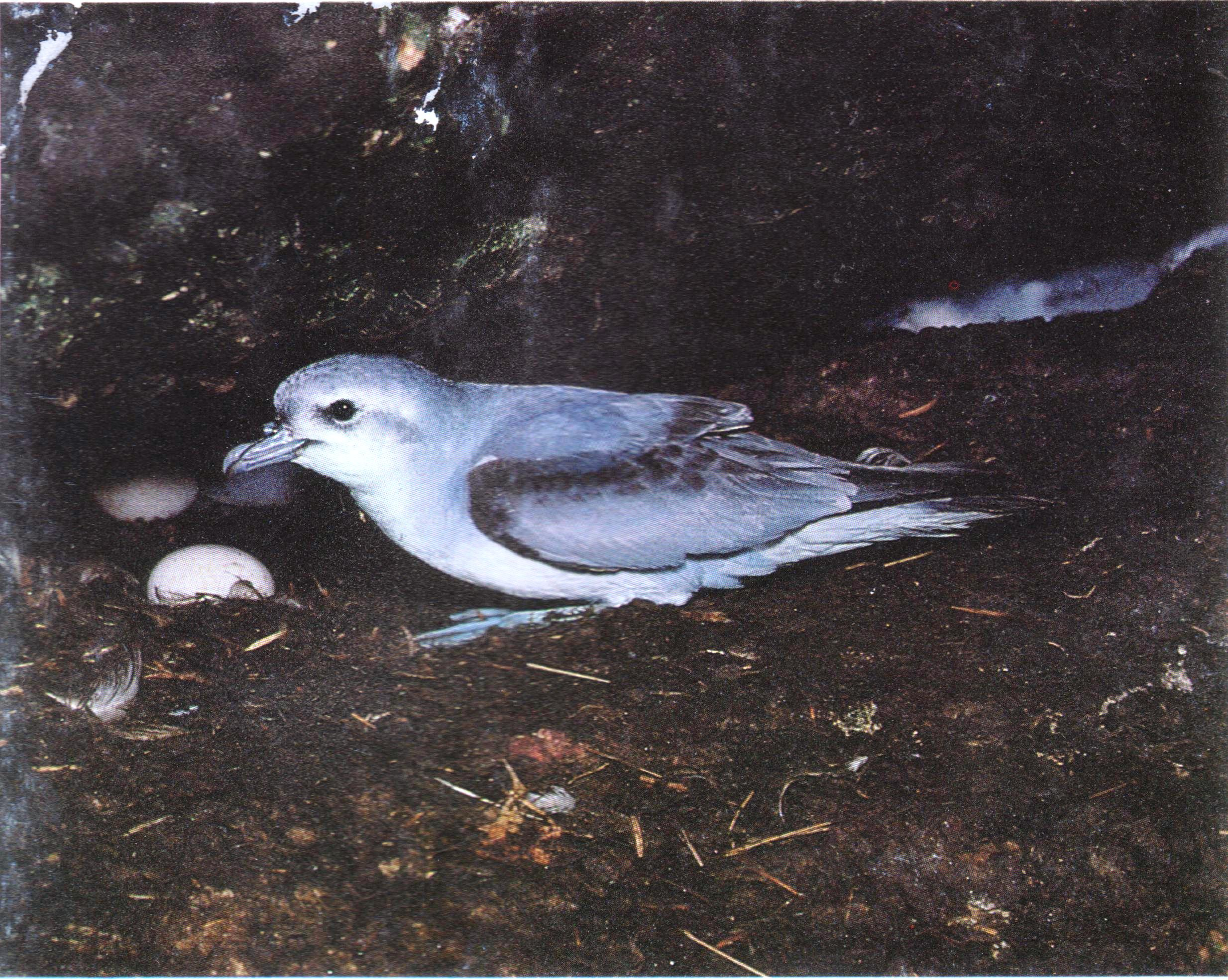
Häckande ljushuvad valfågel.

## Status och hot
Arten har ett stort utbredningsområde och det finns inga tecken på vare sig några substantiella hot eller att populationen minskar. Utifrån dessa kriterier kategoriserar IUCN arten som livskraftig (LC). Världspopulationen har uppskattats till fem miljoner individer.

## Namn
Fågeln har på svenska även kallats ljushövdad valfågel.